# Květnatec Archerův
Květnatec Archerův je druh stopkovýtrusné houby z čeledi hadovkovité (Clathraceae).

## Popis
Kožovité vajíčko kulatého či vejčitého tvaru má zhruba 2,5 až 6 cm v průměru a je skoro do poloviny ponořené v půdě. Vyrůstá z něj plodnice ve tvaru chobotnicovitých ramen dlouhých 4 až 15 cm. Ramena, kterých bývá čtyři až osm, jsou křehká, ohnutá dolů a rozprostřená rovnoměrně kolem vajíčka. Jejich barva je červená s černými skvrnami. Šlahouny jsou pokryty slizem s hnilobným zápachem, který láká hmyz roznášející výtrusy po okolí. Ačkoliv je považován za nejedlou houbu, zejména v Asii je rozšířeno pojídání jeho vajíček.

## Ekologie
Vyskytuje se v hloučcích od května do října. Vyhovuje mu hlinitopísčitá, humózní, mírně kyselá půda. Lze jej najít v teplých listnatých a smíšených lesích, kde je dostatek tlejícího listí.
Květnatec je zajímavý tím, že se jedná o významný synantropní element v naší mykoflóře. Jeho domovinou je australská a tasmánská oblast, odkud však byl zavlečen ve formě spór do Evropy. Jeho první výskyt byl zdokumentován ve Francii roku 1914. V Československu byl poprvé zaznamenán v roce 1963. Stalo se tak 17. července 1963, kdy byl objeven na travnatém okraji smrčiny v údolí potoka mezi obcemi Dobročkov a Kuklov v jižních Čechách. Následně se šířil po Čechách, Moravě i okolních zemích; známý je již i z Ruska. Mapování expanze květnatce Archerova v Českých zemích se zabýval mykolog Zdeněk Kluzák. Ještě v polovině 80. let považoval houbu za vzácnou, v roce 2012 byl její výskyt označován za roztroušený.